# Nick Celis
Nick Celis (født 24. november 1988 i Antwerpen) er en belgisk basketballspiller som deltog i de olympiske lege 2020.